# تفشي مرض جدري القرود في عام 2022 في الولايات المتحدة
يعد تفشي مرض جدري القرود في الولايات المتحدة في عام 2022 جزءًا من تفشٍ أكبر لجدري القرود البشري الناجم عن فصيلة غرب إفريقيا لفيروس جدري القرود. الولايات المتحدة هي رابع دولة (خارج البلدان الأفريقية) تتعرض لتفشي المرض في عام 2022. وُثّقت الحالة الأولى في بوسطن، ماساتشوستس في 19 مايو 2022. اعتبارًا من 29 يوليو، انتشر جدري القرود في 48 ولاية، بالإضافة إلى واشنطن العاصمة وبورتوريكو. سجلت الولايات المتحدة أكثر حالات الإصابة بجدري النسناس في العالم. كان لولاية كاليفورنيا الحصة الأكبر من عدد الإصابات في الولايات المتحدة.
استجابت المراكز الأمريكية لمكافحة الأمراض والوقاية منها، وأعلنت حالة الطوارئ الصحية العامة في الولايات المتحدة بسبب جدري النسناس في 4 أغسطس 2022. كانت وايومنغ آخر الولايات التي أبلغت عن حالة جدري النسناس. أُبلغ عن أول حالة وفاة بسبب جدري النسناس في الولايات المتحدة في 30 أغسطس 2022.

## خلفية
جدري القرود هو مرض فيروسي معدٍ يصيب البشر وبعض الحيوانات الأخرى. تشمل الأعراض الحمى وتضخم الغدد الليمفاوية والطفح الجلدي الذي يؤدي إلى ظهور بثور ثم قشور. تتراوح المدة من التعرض حتى ظهور الأعراض من خمسة إلى واحد وعشرين يومًا. مدة الأعراض عادة من أسبوعين إلى أربعة أسابيع. قد تكون الأعراض خفيفة، وقد تحدث بدون أعراض. العرض الكلاسيكي هو الحمى وآلام العضلات، تليها العقد اللمفية المنتفخة، ولم يُلاحظ وجود الآفات كلها في نفس المرحلة في جميع الفاشيات. قد تكون الحالات شديدة، خاصة عند الأطفال أو النساء الحوامل أو الأشخاص الذين يعانون من ضعف في جهاز المناعة.
ينجم المرض عن فيروس جدري القرود، وهو فيروس حيواني المنشأ من جنس أرثوبوكس. العامل المسبب للجدري (فيروس الجدري) ينتمي أيضًا إلى هذا الجنس. يُسبب نوع غرب إفريقيا مرضًا أقل حدة عند البشر من نوع أفريقيا الوسطى (حوض الكونغو). قد ينتشر من الحيوانات المصابة عن طريق التعامل مع لحومها المصابة أو عن طريق العض أو الخدوش. يمكن أن يحدث الانتقال من إنسان إلى آخر من خلال التعرض لسوائل الجسم المصابة أو الأشياء الملوثة، إما عن طريق لمس القطيرات الصغيرة، أو التعرض للمحمولة جوًا منها. ينقل البشر الفيروس منذ بداية ظهور الأعراض حتى تقشر جميع الآفات وسقوطها، مع بعض الأدلة على انتشارها لأكثر من أسبوع بعد تقشر الآفات. يمكن تأكيد التشخيص عن طريق فحص الحمض النووي للفيروس من إحدى الآفات.
لا يوجد علاج معروف. وجدت دراسة أجريت في عام 1988 أن لقاح الجدري كان وقائيًا بنسبة 85% تقريبًا في الوقاية من العدوى في حالات الاتصال الوثيق وتقليل شدة المرض. صدرت الموافقة على لقاح جديد للجدري وجدري القرود يعتمد على اللقاح المعدل في أنقرة، ولكن توفره محدود. تشمل التدابير الأخرى غسل اليدين بانتظام وتجنب المرضى والحيوانات الأخرى. يمكن استخدام الأدوية المضادة للفيروسات، والسيدوفوفير والتيكوفيريمات، والغلوبيولين المناعي ولقاح الجدري أثناء تفشي المرض. عادة ما يكون المرض خفيفًا ويتعافى معظم المصابين في غضون أسابيع قليلة بدون علاج. تتراوح تقديرات مخاطر الوفاة من 1% إلى 10%، على الرغم من تسجيل عدد قليل من الوفيات نتيجة الإصابة بجدري القرود منذ عام 2017.
أُكّد تفشي مرض جدري القرود بشكل مستمر في 6 مايو 2022، بدءًا من أحد المقيمين البريطانيين، والذي أظهر بعد سفره إلى نيجيريا (حيث يتوطن المرض)، أعراضًا تتفق مع مرض جدري القرود في 29 أبريل 2022. عاد المقيم إلى المملكة المتحدة في 4 مايو، وظهر بذلك المريض رقم صفر (أو الحالة الدالة) لمرض جدري القرود في المملكة المتحدة. لا يُعرف أصل العديد من حالات جدري القرود في المملكة المتحدة. رأى بعض المراقبين حدوث انتقال مجتمعي في منطقة لندن اعتبارًا من منتصف مايو، ولكن اقتُرح أن الحالات كانت تنتشر بالفعل في أوروبا في الأشهر السابقة.

## الانتقال
يُعتقد أن جزءًا كبيرًا من المصابين لم يسافروا مؤخرًا إلى مناطق في إفريقيا حيث يوجد جدرى القرود عادةً، مثل نيجيريا وجمهورية الكونغو الديمقراطية بالإضافة إلى وسط وغرب إفريقيا. يُعتقد أنه ينتقل عن طريق الاتصال الوثيق مع المرضى، خاصة الذين يعانون من آفات على جلدهم أو أعضائهم التناسلية. وذكر مركز السيطرة على الأمراض (CDC) أنه يجب على الأفراد تجنب الاتصال واستهلاك الحيوانات النافقة مثل الجرذان والسناجب والقرود جنبًا إلى جنب مع الحيوانات البرية أو المستحضرات المشتقة من الحيوانات في إفريقيا.
بالإضافة إلى الأعراض الأكثر شيوعًا، مثل الحمى والصداع وتضخم العقد الليمفاوية والطفح الجلدي أو الآفات، فقد عانى بعض المرضى أيضًا من التهاب المستقيم، وهو التهاب في بطانة المستقيم. وحذر مركز السيطرة على الأمراض (CDC) الأطباء من عدم استبعاد جدري القرود في المرضى الذين يعانون من الأمراض المنقولة جنسيًا، فقد كانت هناك تقارير عن عدوى مشتركة مع مرض الزهري والسيلان والكلاميديا والهربس.

## تاريخيًا
اكتُشفت أول حالة معروفة في 18 مايو 2022، لرجل من بوسطن، ماساتشوستس، سافر إلى كندا، وأُبلغ عن الفيروس في اليوم التالي. نُقل الشخص إلى المستشفى في بوسطن. هناك، ثبتت إصابته بجدري القرود، لتصبح الحالة الأولى في الولايات المتحدة.
بعد يومين من إصابة الرجل بالفيروس، بدأت ولايات أخرى في الإبلاغ عن الحالات، فقد أبلغت نيويورك عن أول حالة لها في 21 مايو. في 22 مايو، ألقى الرئيس بايدن خطابًا في قاعدة أوسان الجوية في كوريا الجنوبية أشار خلاله إلى أن المرض «أمر يجب أن يشعر به الجميع». في 26 مايو، أبلغت فيرجينيا عن أول حالة لامرأة سافرت إلى إفريقيا، تليها كاليفورنيا وهاواي في 4 يونيو 2022. اعتبارًا من 3 يونيو، كان لدى الولايات المتحدة 21 حالة مؤكدة، وارتفع العدد إلى 460 اعتبارًا من 1 يوليو.
في أوائل يونيو 2022، أُبلغ عن إصابة رجل في واشنطن العاصمة.

### الاستجابة للتطعيم
في 18 مايو 2022، أعلنت ولاية بافاريا الشمالية أن باردا، وهي جزء من وزارة الصحة والخدمات الإنسانية الأمريكية، اتخذت خيارًا بقيمة 119 مليون دولار، بموجب عقد بقيمة 299 مليون دولار، لتزويد نسخة مجففة بالتجميد من لقاح الجدري JYNNEOS. أنفقت الولايات المتحدة 119 مليون دولار لشراء جرعات لقاح اللقاح المعدل في أنقرة (لقاح Jynneos) من ولاية بافاريا الشمالية في مايو 2022. ويسمح العقد للولايات المتحدة بشراء لقاح إضافي بقيمة 180 مليون دولار في وقت لاحق. صدرت الموافقة على لقاح JYNNEOS (المعروف أيضًا باسمي العلامات التجارية إمفاميون Imvamune وإمفانيكس Imvanex)، من قبل إدارة الغذاء والدواء في عام 2019 للوقاية من كل من الجدري وجدرى القرود. اعتبارًا من 14 يونيو، كان لدى الولايات المتحدة حوالي 70000 جرعة من لقاح JYNEOS في مخزونها، وقدمت الحكومة الفيدرالية طلبًا للحصول على 500000 جرعة أخرى في 10 يونيو 2022. قال دون أوكونيل، مساعد وزير الاستعداد والاستجابة في وزارة الصحة والخدمات الإنسانية، إنه سيُسلم حوالي 300000 جرعة في يونيو ويوليو 2022، وسيُسلم الباقي في وقت لاحق من ذلك العام.
بالإضافة إلى ذلك، يحتوي المخزون الوطني الاستراتيجي (SNS) على أكثر من 100 مليون جرعة من لقاح أقدم ضد الجدري (ACAM2000).
اعتبارًا من 28 يونيو، تخصص إدارة بايدن عشرات الآلاف من جرعات اللقاح من المخزون الوطني الاستراتيجي للعيادات في جميع أنحاء البلاد. انتقد طرح اللقاحات والاختبارات المشخصة لكونه بطيئًا للغاية، ولأنه يواجه مشكلات مماثلة للتي كانت موجودة في بداية جائحة COVID-19 في الولايات المتحدة.
تُنسق استجابة حكومة الولايات المتحدة من قبل مديرية مجلس الأمن القومي للأمن الصحي العالمي والدفاع البيولوجي (المعروف أكثر باسم مكتب الجائحة في البيت الأبيض) بالتعاون مع وزارة الصحة والخدمات الإنسانية (HHS). كان مكتب مكافحة الجائحة بالبيت الأبيض قد أعاد سابقًا الدكتورة بيث كاميرون إلى منصبها التنفيذي. يشرف وزير الصحة والخدمات الإنسانية (HHS) كزافييه بيسيرا على وزارة الصحة والخدمات الإنسانية.
اعتبارًا من 29 يونيو، تلقت وزارة الصحة والخدمات الإنسانية طلبات من 32 ولاية وسلطة قضائية، ووزعت أكثر من 9000 جرعة من لقاح JYNNEOS و300 جرعة من ST-246 (tecovirimat) من العلاجات المضادة للجدري. وسعت الولايات المتحدة نشر لقاحات JYNNEOS، وخصصت 296000 جرعة خلال الأسابيع المقبلة، وسيُخصص 56000 منها على الفور. خلال الأشهر المقبلة، ستتاح 2.5 مليون جرعة إضافية.

### الاستجابة وردود الفعل
بدأت المستشفيات أيضًا في اتخاذ الاستعدادات الخاصة بها للمساعدة في السيطرة على تفشي مرض جدري القرود الحالي، بما في ذلك فحص المرضى، وزيادة إجراءات التطهير والتنظيف، وارتداء معدات السلامة المناسبة (معدات الوقاية الشخصية/رداء طبي) عند التعامل مع مرضى مصابين.